# 藤田鉄工所
藤田鉄工所（ふじたてっこうしょ）は、1950年代まで愛知県名古屋市に存在したオートバイメーカーである。
熱田砲兵工廠の技術者だった藤田精次郎が1912年7月に独立開業したのが始まりであり、開業当初は自転車附属品の製造販売が主だった。1920年代に合資会社藤田鉄工所に改組した後、1939年に株式会社藤田鉄工所となる。
1935年に歯車形削り盤の国産化に成功し、商工省主催の工作機械工業振興展覧会にも出品している。1936年時点で50人の職工を擁し、名古屋市の主力機械製造工場の一つに数えられていた。陸軍航空本部管理工場でもあった。
戦後は軍需分野から事業を転換、藤田鑑が社長となり、1948年からオートバイ開発に着手する。なお、1946年に藤田産業株式会社と商号を変更したが、1952年に再び株式会社藤田鉄工所へと商号を戻している。
1950年にオートバイ「オートビット」の販売を開始する。オートビットは、1952年3月に開催された名古屋TTレースでチーム賞8位、同年7月に開催された富士登山軽オートバイレースで1位に入賞するなどの記録を残す。
国産オートバイメーカーとして一定の存在感を示していたが、ホンダ、ヤマハなどとの市場争いに入り込めず業績不振に陥り、1958年に1億円超の負債を抱えて倒産する。同年にオートビット事業を承継したオートビット自動車工業株式会社が設立されるが、翌1959年の伊勢湾台風によって工場が浸水し、以降、オートビットの生産は途絶える。

### 書籍
- 日本産業通信社 編『大日本産業史』日本産業通信社、1934年。doi:10.11501/1234744。全国書誌番号:47008572。
- 日本産業調査会『国産重要機械銘鑑』日本産業調査会、1942年。doi:10.11501/1124472。全国書誌番号:46017469。
- 小型自動車新聞社「業界重要日誌」『躍進する小型自動車業界の歩み』小型自動車新聞社、1958年、54-63頁。doi:10.11501/2487107。全国書誌番号:59000659。
- 蔦森樹『進駐軍モーターサイクルクラブ : Free wheelin' in the '50s』山海堂、1987年8月。ASIN 4381075749。doi:10.11501/12441333。ISBN 4-381-07574-9。OCLC 674572362。全国書誌番号:87052647。
- 『名古屋オートバイ王国: メイド・イン・ナゴヤが駆けぬけた時代』冨成一也 監修、郷土出版社、1999年12月。ASIN 487670130X。doi:10.11501/13912244。ISBN 4-87670-130-X。 NCID BA55284534。OCLC 675842132。全国書誌番号:20027547。

### 論文
- 名古屋経済研究所『産業之日本』第16巻第4号、名古屋経済研究所、1942年4月、78-79頁、doi:10.11501/1506699。
- 「自動車界の動き」『モーターファン』第145号、三栄書房、1959年1月、378頁、doi:10.11501/2304280。
- 沢井実「下請工場の成長―1930年代の名古屋市を事例に」『南山大学紀要『アカデミア』社会科学編』第12号、南山大学、2017年1月31日、57-76頁、doi:10.15119/00001020、ISSN 2185-3274、OCLC 836375576。